# Павловський Антон Вікторович
Антон Вікторович Павловський (1909—1944) — директор Житомирського педагогічного інституту.

## Біографія
Народився в 1909 році в бідній селянській сім'ї. Свою трудову діяльність починав громадським пастухом у селі Вчорайше Житомирської області.

## Навчання
В 1928 році закінчив школу і вступив до Бердичівського учительського інституту, де провчився до 1930 року. Того ж року перевівся до Криворізького педагогічного інституту. Після закінчення інституту вступив до Київської медичної академії.

## Педагогічна діяльність
З 1935 року розпочалась його педагогічна діяльність. Одночасно працював вчителем та методистом Вчорайшанського райвно. З 1936 по 1937 рік займає посаду директора середньої школи в с. Макарівка, Вчорайшанського району. Пізніше[коли?] працює директором середньої школи в с. Халаїмгородок.
У липні 1939 року Павловський був призначений директором Житомирського педагогічного інституту. Того ж році за добросовісну працю нагороджений медаллю «За трудовую доблесть». Після початку Другої світової війни Антон Вікторович Павловський залишає педагогічну діяльність і йде захищати Батьківщину. У 1944 році загинув смертю героя[уточнити].